# St. Regis (Montana)
St. Regis es un lugar designado por el censo ubicado en el condado de Mineral en el estado estadounidense de Montana. En el Censo de 2010 tenía una población de 319 habitantes y una densidad poblacional de 140,12 personas por km².

## Geografía
St. Regis se encuentra ubicado en las coordenadas 47°18′18″N 115°6′14″O / 47.30500, -115.10389. Según la Oficina del Censo de los Estados Unidos, St. Regis tiene una superficie total de 2.28 km², de la cual 2.22 km² corresponden a tierra firme y (2.62%) 0.06 km² es agua.

## Demografía
Según el censo de 2010, había 319 personas residiendo en St. Regis. La densidad de población era de 140,12 hab./km². De los 319 habitantes, St. Regis estaba compuesto por el 91.22% blancos, el 0% eran afroamericanos, el 1.88% eran amerindios, el 0.94% eran asiáticos, el 0% eran isleños del Pacífico, el 0.31% eran de otras razas y el 5.64% pertenecían a dos o más razas. Del total de la población el 1.57% eran hispanos o latinos de cualquier raza.